# ایران مرکزی

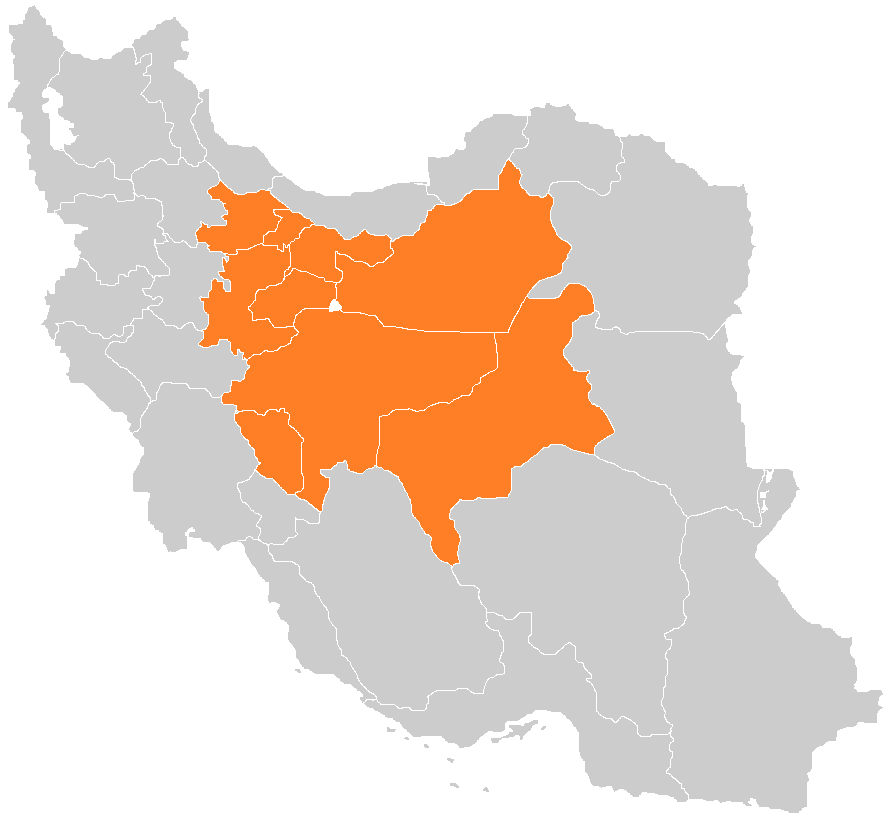
استان‌های ایران مرکزی

ایران مرکزی، به گستره‌ای گفته می‌شود که از شمال بدست کوه‌های البرز، از غرب و جنوب با رشته کوه زاگرس و از شرق بدست کوه‌های پراکنده خراسان محدود می‌شود. بخش بزرگ ایران مرکزی آب و هوای گرم و خشک دارد که در ارتفاعات، ملایم‌تر و مرطوب‌تر است.
ایران مرکزی استان‌های تهران، چهارمحال و بختیاری، اصفهان، یزد، مرکزی،قزوین، قم، سمنان و البرز را در بر می‌گیرد.
شهرهای تهران، اصفهان، اراک، کرج، قم، قزوین ،یزد، کاشان، زرین شهر، نجف‌آباد، ساوه، شهرکرد و سمنان از شهرهای مهم این منطقه به‌شمار می‌روند.

## پرجمعیت‌ترین شهرها
| رتبه | نام شهر  | استان  | جمعیت ۱۳۹۵ | رتبه در استان |
| ---- | -------- | ------ | ---------- | ------------- |
| ۱    | تهران    | تهران  | ۸٬۶۹۳٬۷۰۶  | ۱             |
| ۲    | اصفهان   | اصفهان | ۱٬۹۶۱٬۲۶۰  | ۱             |
| ۳    | کرج      | البرز  | ۱٬۵۹۲٬۴۹۲  | ۱             |
| ۴    | قم       | قم     | ۱٬۲۰۱٬۱۵۸  | ۱             |
| ۵    | یزد      | یزد    | ۵۲۹٬۶۷۳    | ۱             |
| ۶    | اراک     | مرکزی  | ۵۲۰٬۹۴۴    | ۱             |
| ۷    | اسلامشهر | تهران  | ۴۴۸٬۱۲۹    | ۲             |
| ۸    | قزوین    | قزوین  | ۴۰۲٬۷۴۸    | ۱             |
| ۹    | شهریار   | تهران  | ۳۰۹٬۶۰۷    | ۳             |
| ۱۰   | قدس      | تهران  | ۳۰۹٬۶۰۵    | ۴             |

## تعریف زمین‌شناسی و جغرافیایی
از دید زمین‌شناختی و جغرافیایی، ایران مرکزی یکی از تقسیمات اصلی زمین‌شناسی ایران به‌شمار می‌رود و به شکل مثلثی است که از شرق به بلوک لوت، از شمال به رشته کوه‌های البرز و از جنوب به منطقه سنندج – سیرجان محدود می‌شود. آذربایجان در شمال غرب ایران مرکزی قرار گرفته است. این واحد زمین ساختی پیکره اصلی و میانی فلات ایران را پدیدآورده است.
ایران مرکزی علاوه بر این که یک واحد ساختاری عمده است، خود شامل تعدادی زیر. مجموعهٔ ساختاری از نظر زمین‌ساختی است؛ بنابراین با توجه به تنوع واحدهای تکتونیکی، سنگ‌شناسی و فرایندهای زمین‌شناختی، ردیف بسیار ضخیمی از سنگ‌های دگرگونی، رسوبی، آتشفشانی و رخساره‌های گوناگون سنگ‌های آذرین درونی پرکامبرین تا عهد حاضر در این فلات پهناور نمایان شده است.
در سمت جنوبی ایران مرکزی دشت خشک طویل و ممتدی وجود دارد که فرورفتگی شرق زاگرس را تشکیل می‌دهد.

### چینه‌شناسی
ایران مرکزی در تمام مدت دوران دیرینه زیستی وضعی مشابه با سایر قسمت‌های ایران داشته است، به طوری که یک حالت سکویی در آن حکمفرما بوده و دشت کویر و فرو رفتگی ایران مرکزی احتمالاً حوضه وسیع کم عمقی را تشکیل د
دا ده است. پس از رس وب‌گذاری پرمین میانی یک هٔ ره فرسایش طولانی بر ایران چیره گشته که حاصل آن نهشت رسوبات آواری و ق رمزرنگ در زمان تریاس پیشین (سازند قرمز شیل) بوده و در دوران میا نه‌زیستی و همچنین در نوزیستی، ایران مرکزی از نظر زمین‌ساختی منطقه پرتحرکی بوده است، چنان‌که علاوه بر چندین دگرشیبی کاملاً مشخص، فعالیت ماگمایی به‌صورت سنگ‌های آتشفشانی و توده‌های گرانیتی نفوذی نیز در آن دیده می‌شود.

### جایگاه زمین‌ساختی
به نظر یوهان اشتوکلین چین‌خوردگی اصلی ایران مرکزی با فاز کوه‌زایی آلپی در ارتباط است؛ به طوری که پنج فاز اصلی چین خوردگی آلپی در تریاس – لیاس، اوایل کرتاسه، اواسط و اواخر دوران نوزیستی در این منطقه دیده شده است. روند عمومی چین‌خوردگی‌ها یکنواخت نیست بلکه در شمال روند شرقی – غربی دارد. در شرق به موازات بلوک لوت شمالی – جنوبی بوده و در جنوب غربی به موازات منطقه سنندج – سیرجان، شمال غربی – جنوب شرقی است.
ایران مرکزی سرزمینی یکپارچه و همگن نیست بلکه در نتیجه عملکرد گسل‌ها به صورت قطعاتی جدا با ویژگی‌های زمین شناختی متفاوت است. در هر حال، دو ویژگی عمده در این پهنه حاکم است یکی چین‌خوردگی، دگرگونی و پلوتونیسم شدید میانه زیستی، و دوم، تکاپوی شدید آتشفشانی نوزیستی. این دو ویژگی باعث تمایز صفحه ایران مرکزی از صفحه زاگرس شده است.